# Igreja da Lapa (Arcos de Valdevez)
A Igreja da Lapa localiza-se na freguesia de União das Freguesias de Arcos de Valdevez (Salvador), Vila Fonche e Parada, na vila de Arcos de Valdevez, no distrito de Viana do Castelo, em Portugal.
Está classificada como Imóvel de Interesse Público desde 1977.

## História
Sob a invocação de Nossa Senhora da Lapa, o seu projeto é atribuído ao arquiteto bracarense André Soares, tendo sido concluída em 1767.

## Características
Exemplar de arquitetura religiosa, em estilos Barroco e Rococó.
O templo apresenta a torre sineira por trás da capela-mor. O interior apresenta planta octagonal recoberto por uma cúpula.

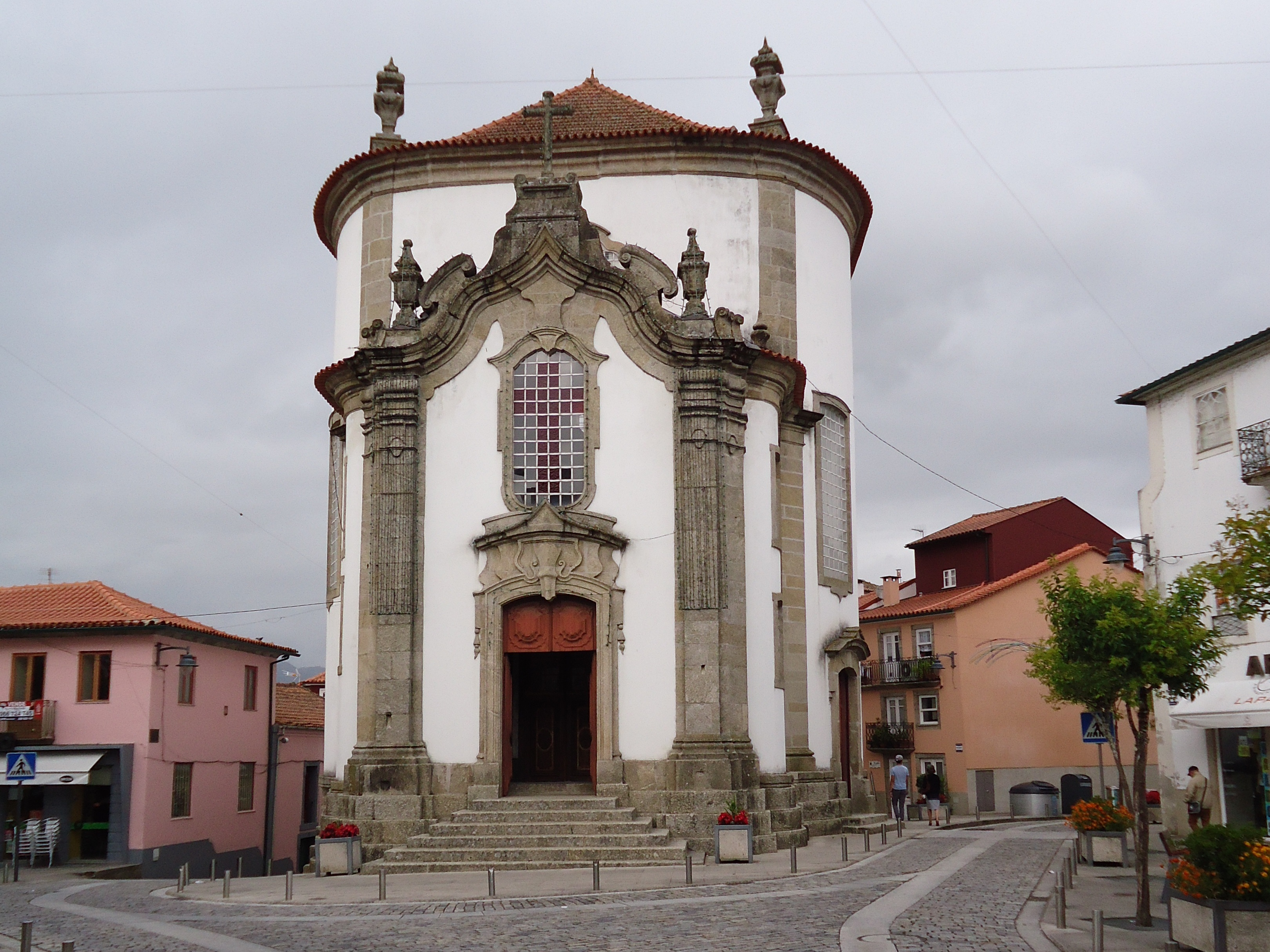
Fachada
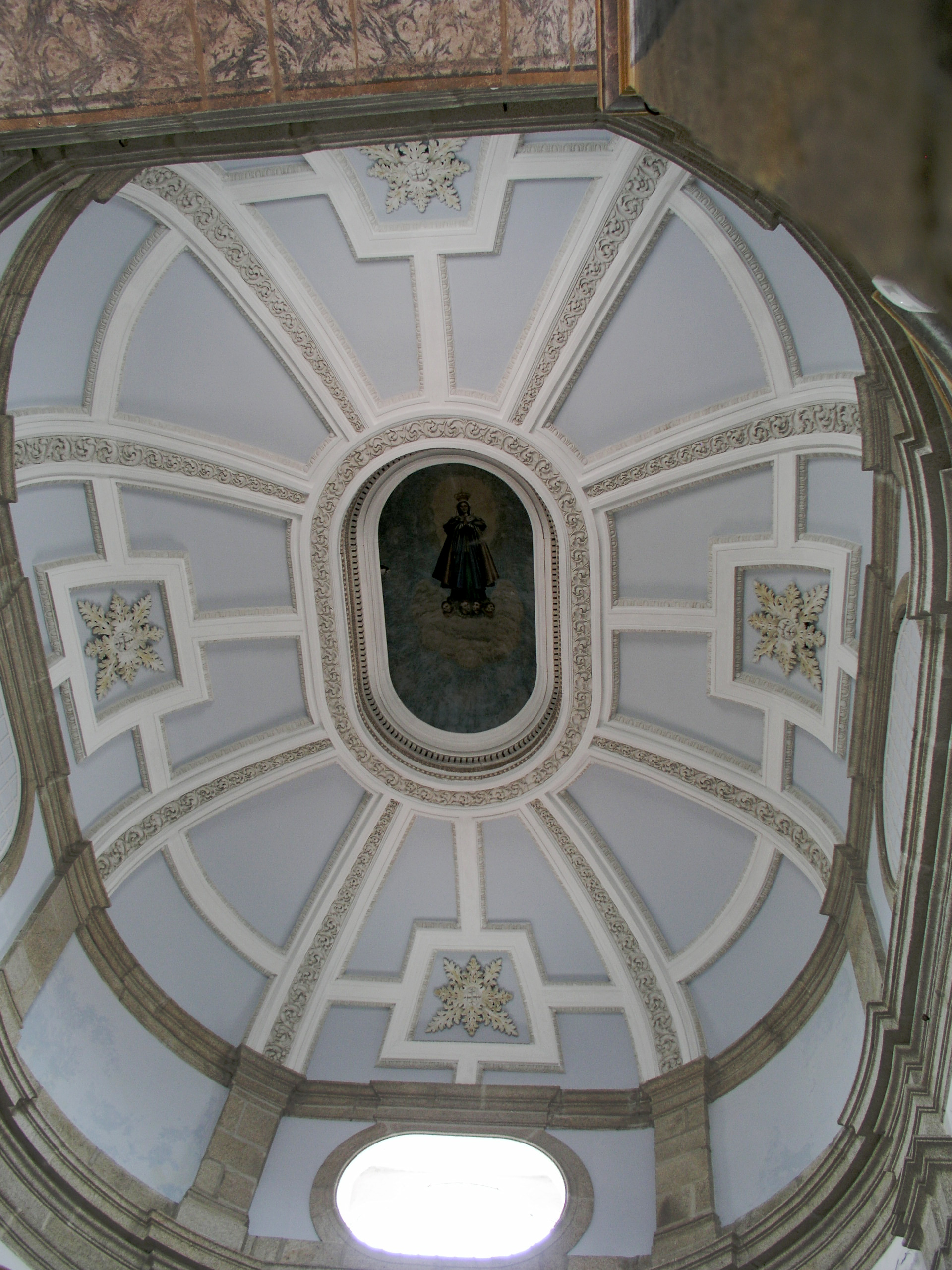
Cúpula (interior)
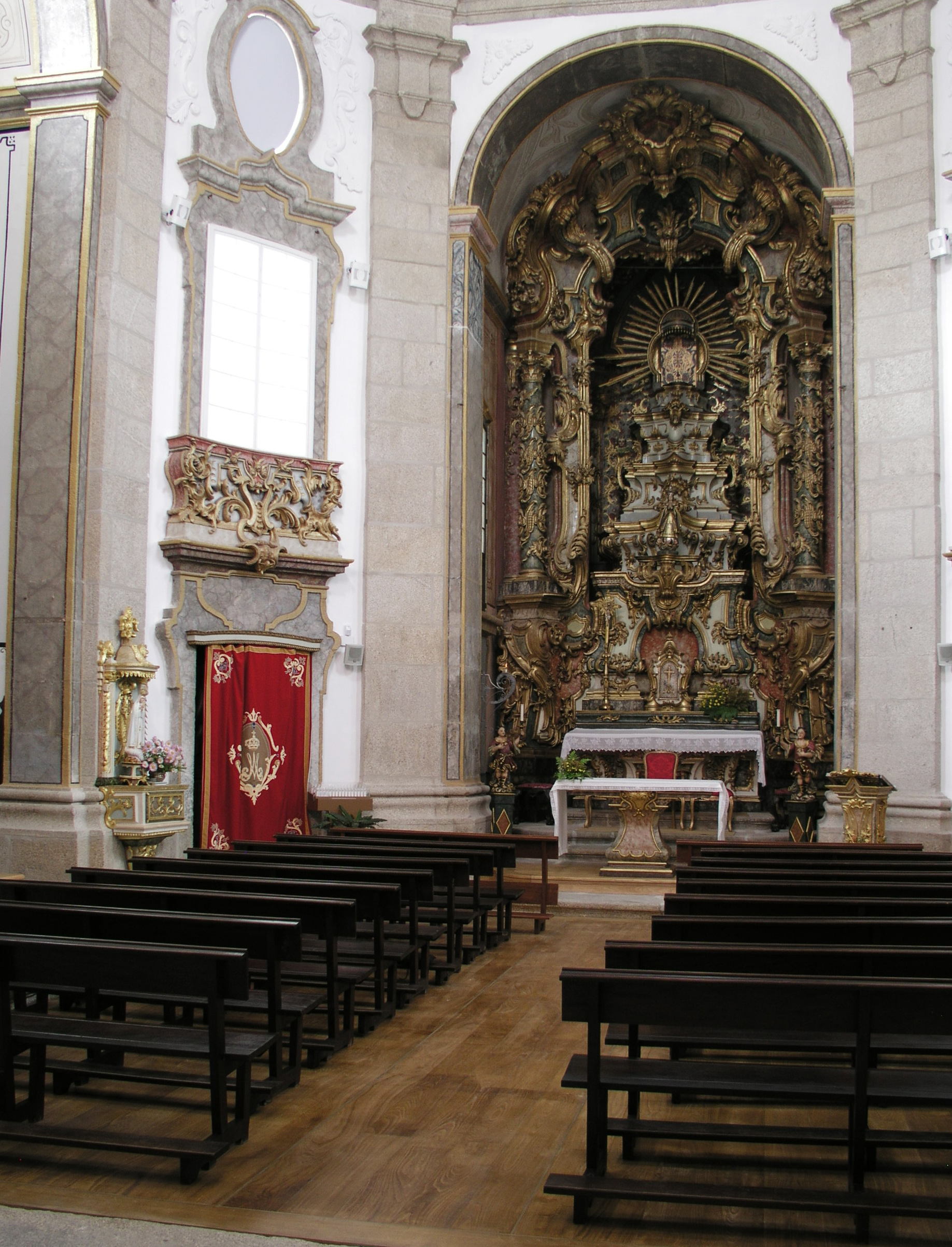
Altar-mor